# Industrijski hrup
Na industrijski hrup po navadi gledamo predvsem z vidika zdravega okolja in varnosti in ne z vidika nevšečnosti, saj lahko trajna izpostavljenost močnemu hrupu povzroči trajne poškodbe sluha. Industrijski hrup ter njegove nevarnosti je tradicionalno povezan s težko industrijo, kot na primer ladjedelništvo in izgubo sluha. Sodobna razmišljanja o varnosti pri delu in zdravju, označujejo hrup kot nevarnost in pričajo o veliki izpostavljenosti mnogih delavcev na številnih delovnih mestih.
Hrup ne povzroča le okvare sluha, ampak deluje tudi kot vzrok za stres in povečuje sistolični krvni tlak.
Poleg tega je lahko velikokrat tudi vzrok za nesreče pri delu, tako zaradi prikrivanja nevarnosti in opozorilnih zvočnih signalov, kot tudi zaradi zaviranja koncentracije pri delavcih.
Hrup prav tako deluje v sinergiji z ostalimi nevarnostmi za povečanje tveganja za poškodbe delavcev. Tukaj imamo v mislih predvsem interakcijo hrupa in nevarnih snovi kjer lahko hitro pride do poškodbe ušes.

## Zmanjšanje industrijskega hrupa
A-vrednotenje se imenuje metoda merjenja za določanje ravni hrupa, ki je lahko že nevarna za človeško uho. 

Akustično utišanje je proces izdelave tišjih strojev z dušenjem vibracij, ki preprečuje, da močan hrup doseže delavca ali opazovalca.
Če nekdo (delavec ) podvoji svojo oddaljenost od izvora hrupa, je dokazano da se raven hrupa zmanjša za 6 Db. Temu pravimo PRAVILO 6. 